# Lophostoma schulzi
Lophostoma schulzi là một loài động vật có vú trong họ Dơi mũi lá, bộ Dơi. Loài này được Genoways & Williams mô tả năm 1980.